# Geneviève Liaume
Geneviève Liaume, née Geneviève Louazel, le 5 février 1916 à Rennes et décédée le 18 septembre 2017 à Saint-Benoît-la-Forêt en Indre-et-Loire, est une résistante et juste française.

## Biographie
Geneviève Liaume habite avec sa famille près du camp de La Lande, dans lesquels étaient notamment enfermées des familles juives depuis fin 1940,. Elle travaille dans un café de Sorigny, tandis que son mari, Roger, travaille dans une usine d'armement. Elle sympathise avec la famille Kanter, des Juifs originaires de Pologne. Le père, Jacques, et Henri, le fils aîné, doivent résider au camp, tandis que  la mère, Cylla, et les trois autres enfants, demeurent au lieu-dit « La Horaie ».

### L'engagement
En décembre 1940, le père et le fils Kanter, s’évadent du camp. Le fils réussit à franchir la ligne de démarcation. Geneviève et son mari hébergent le reste de la famille pendant six semaines, afin qu'ils rejoignent le fils ainé parvenu en zone libre.
À la suite de cette première opération, Geneviève Liaume et sa famille aident à franchir la ligne de démarcation à plus d'une centaine de personnes, notamment des prisonniers du camp de la Lande. Ils les hébergent, les nourrissent, avec l'aide de la boulangère. Parallèlement, son fils effectue des missions de sabotage pour la résistance. Elle est arrêtée lors du passage de la ligne, mais pas emprisonnée.

### Postérité
La famille Liaume restera très discrète sur ces actes de bravoures. Ce n'est qu'en 1987 que Jean-Claude Liaume, leur fils, retrouve par hasard à Paris Henri Kanter et que les deux famille conservent des liens depuis.

## Distinctions et hommages
- Chevalier de la Légion d'honneur[Quand ?]
- Juste parmi les nations par le mémorial de Yad Vashem à Jérusalem[6]
- Son nom est cité sur la Place des Justes parmi les nations à Monts[7]